# Sierra Alhamilla
Sierra Alhamilla es un sistema montañoso perteneciente a las cordilleras Béticas. Es, además, desde 1989, el nombre que recibe el Paraje Natural situado en dicha sierra, declarado por la Junta de Andalucía.
Situado en la provincia de Almería (España), el paraje se extiende por los municipios de Lucainena de las Torres, Níjar, Pechina, Rioja, Almería y Tabernas, abarcando una extensión aproximada de 8500 hectáreas.
La sierra, a pesar de estar muy cerca del mar, supera los 1000 metros de altitud, siendo su punto más alto es el pico del Colativí con 1387 m s. n. m. Hay otros picos que superan el millar de metros de altura, como El Puntal con 1288 m s. n. m., el Cerro de la Mina 1216 m s. n. m. y el Cerrón de Lucainena con 1004 m s. n. m. 

## Etimología
Se cree que el nombre Alhamilla deriva de la palabra árabe hamman, lo cual se apoya en el hecho de la existencia de unos baños termales conocidos al menos desde esa época.

## Geología
Geológicamente, sierra Alhamilla pertenece a la cordillera Penibética, una división geográfica de las cordilleras Béticas, cerca del litoral, característica que comparte con las sierras de Cabrera y Gádor, en la misma provincia. La formación de la sierra se debe a la actividad volcánica, como la del volcán Cerro del Hoyazo.
Actualmente, la sierra sigue creciendo aproximadamente a un ritmo de 2 centímetros por siglo.

## Geomorfología
La Sierra pertenece al dominio de Alborán, de dónde afloran los dos complejos que lo integran. El más profundo es el complejo nevado-filábride que se encuentra en el núcleo y flanco norte de la sierra. Está formado por micaesquistos negros y cuarcitas donde, aparecen esporádicamente mármoles negros. Por otro lado, el Complejo alpujárride, situado sobre el anterior, está compuesto sobre un conjunto de litologías de filitas de colores azul/violáceos y rojizos; calizas y dolomías de colores marrones y grises; separados por una zona de transición de calcoesquistos. En la zona más sureña de la sierra domina la arenisca. El contacto entre ambos complejos se interpreta que ha sido realizado mediante fallas normales de bajo ángulo.  

## Accesos
Existen pocos caminos que lleven al corazón de Sierra Alhamilla, y menos aún que la atraviesen. De norte a sur la cruza únicamente la AL-3107 que comunica la autovía del Mediterráneo y la N-340 por los pueblos de Níjar y Lucainena de las Torres. De este a oeste se pueden enlazar caminos rurales y carreteras comarcales de poca entidad, desde la autovía del Mediterráneo por la carretera AL-5104 hasta los alrededores del parque temático OASYS, circulando por un camino que recorre aproximadamente la cuerda de toda la sierra, en gran parte sin asfaltar y con un firme muy degradado.
Aparte de las carreteras anteniormente mencionadas, hay otras que llevan a poblaciones localizadas en sus faldas, como la AL-3114 que lleva a Cuevas de los Úbedas, la carretera de acceso a Huebro o la AL-3100 hacia los Baños de Sierra Alhamilla. Este último camino fue adecuado para carruajes hasta la misma población hacia 1841.
Existieron en el pasado varias instalaciones ferroviarias, relacionadas todas con en ámbito de la minería, aunque hoy están desaparecidas, quedando apenas algunos vestigios.

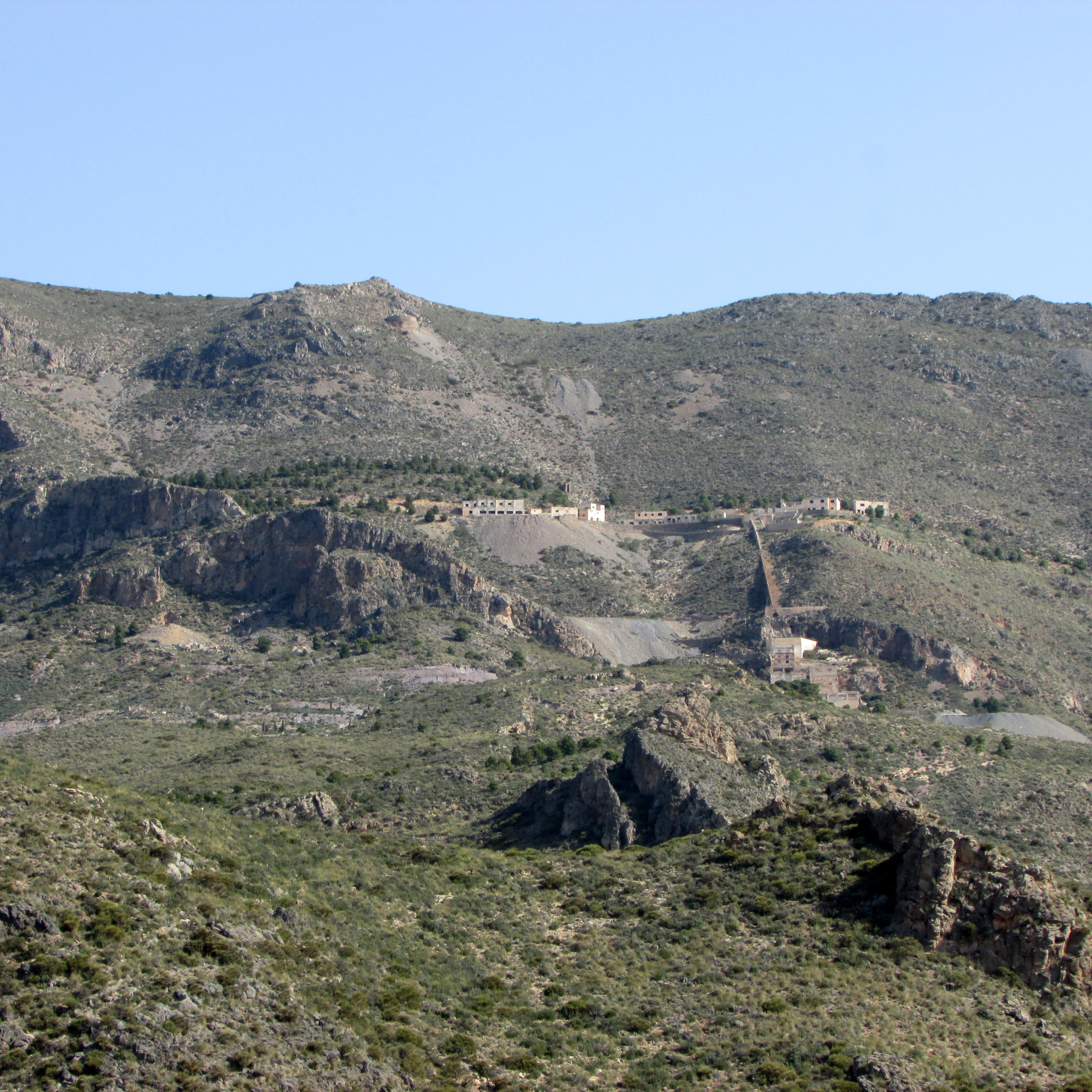
Vista general del coto minero de los Laízquez

## Historia
El conjunto formado por Sierra Alhamilla y Sierra Cabrera son los componentes más recientes de todo el Sistema Bético, formadas en este caso por la superposición de estructuras tectónicas. Hasta hace aproximadamente 8 millones de años, un periodo relativamente corto hablando a escala geológica, el área hoy conocida como Desierto de Tabernas se encontraba inundada por el Mar Mediterráneo, y fue colmatándose paulatinamente con los aportes fluviales de las sierras circundantes. Por entonces, Sierra Alhamilla existía como un accidente geográfico submarino, hasta que hace aproximadamente 7 millones de años, finalmente emergió en un periodo de alta actividad volcánica. El entrante de mar que cubría el desierto acabó retirándose finalmente hace unos 2 millones de años.
Hay un yacimiento del Paleolítico Superior en el término de Lucainena de las Torres. Entre los materiales hallados se encuentran lascas y núcleos de cuarzo, restos de percutores y tallas,fragmentos de sílex y fragmentos de cerámica.
Se tienen referencias de pequeñas explotaciones mineras para abastecimiento local.
A partir de la década de 1830 y hasta principios del siglo XX, hubo una intensa actividad industrial minera, principalmente del hierro, sobre todo en la parte norte, aunque también se ha explotado el plomo y, con menor éxito, el cobre y la plata. Esta industria nos dejó numerosos restos que aún son visibles hoy en día; siendo el coto minero Laízquez quizás el más relevante y activo. Se han realizado sondeos durante las últimas décadas del siglo XX para comprobar la viabilidad del aprovechamiento a nivel industrial de la energía geotérmica, aunque no se le ha detectado un potencial de relevancia. Hacia 2015 se constató la existencia de minerales de uranio en las diferentes minas abandonadas de la sierra.
El 28 de julio de 1989 se declaró el Paraje Natural de Sierra Alhamilla, cubriendo una extensión de unas 8500 hectáreas de la sierra.

## Clima

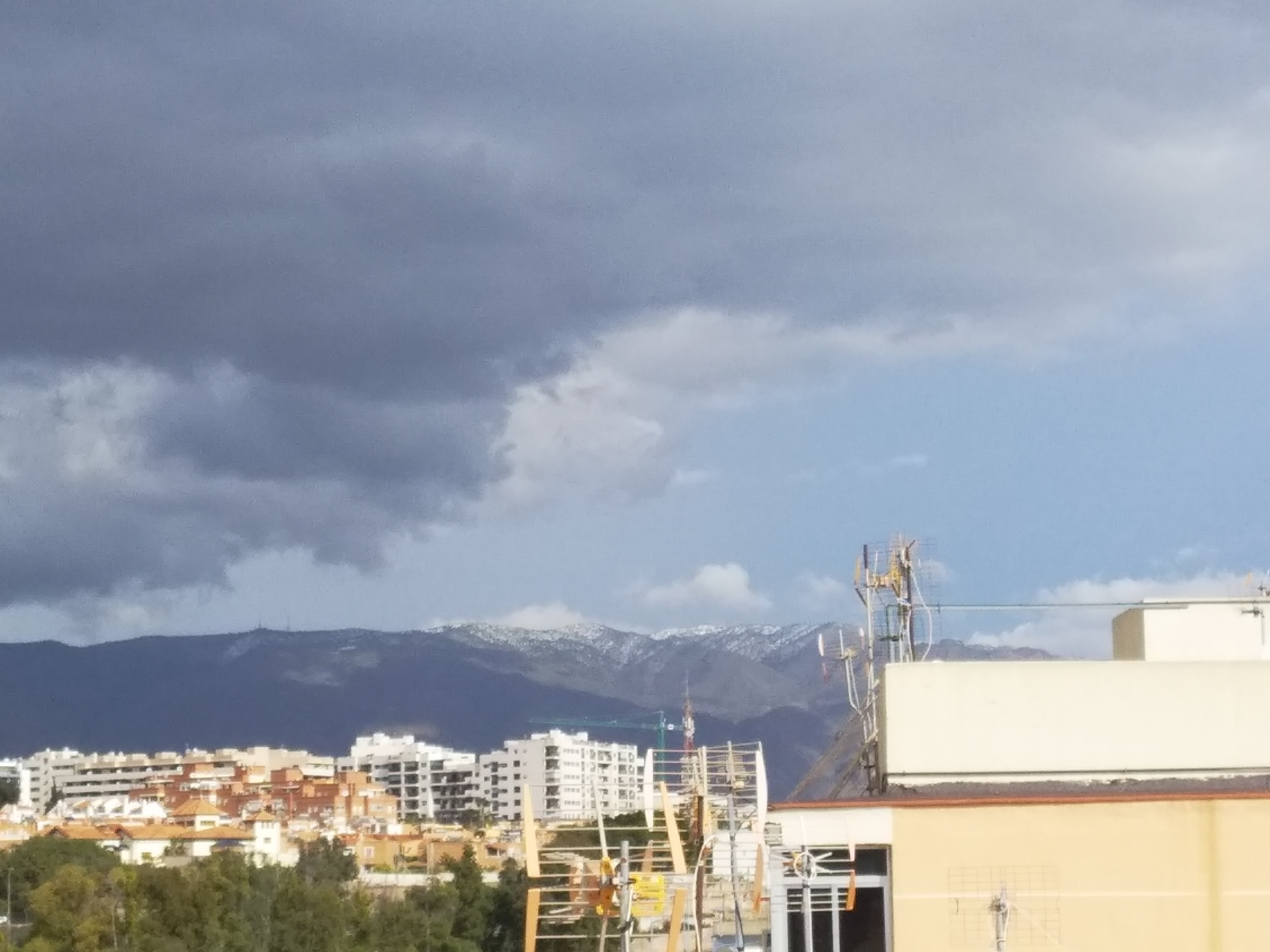
Vista de Sierra Alhamilla nevada desde la ciudad de Almería.

El clima de la sierra pertenece al mediterráneo subárido, con unas precipitaciones caracterizadas por la irregularidad y la torrencialidad. Las precipitaciones oscilan desde los 250 mm desde la base de la sierra, hasta los 350-400 mm en las cumbres. La mayoría de estas precipitaciones se concentran en otoño, siendo el mínimo entre mayo y septiembre, teniendo una indigencia total de precipitaciones en el mes de julio. La temperatura media anual es de 14 °C. Las mínimas llegan a los -7 °C en las zonas más altas, mientras que las máximas tornan sobre los 35 °C. Suelen producirse 2 o 3 nevadas al año. Ha sufrido algunas períodos de sequía muy fuertes como en 1961, donde se registró una precipitación de 112 mm en El Puntal.

## Espacios protegidos
Debido a la inmensa variedad botánica,paisajística y faunística, donde existen numerosos ecosistemas. La sierra tiene varias figuras de protección:
- Paraje Natural de Sierra Alhamilla
- ZEPA
- ZEC Ramblas de Gérgal, Tabernas y sur de Sierra Alhamilla:[16] Existen varios endemismos como Rosmarinus eriocalix, Linaria nigricans o Euzomodendron bourgaeanum, típicas de espartales, lechos de ramblas y suelos erosionados.

## Flora y fauna
Su condición de oasis boscoso —entre el desierto de Tabernas, zona más árida de Europa, y la bahía de Almería— le confiere gran relevancia ecológica. Dado su valor como ecosistema, es uno de los Lugares de Importancia Comunitaria de la provincia.

### Flora
Posee un bosque de encinas por encima de los 800 metros de altitud, acompañado de coscojas y pinares de repoblación. En los pisos más bajos dominan los retamares y los jarales, así como la abundante presencia de palmitos, espino negro y acebuches.

### Fauna
En cuanto a la fauna, destaca la ingente variedad de aves, ya que se trata de una Zona de Especial Protección para las Aves (ZEPA). Destacan entre ellas el piquituerto, búho real, halcón peregrino o el águila perdicera. También existe una serie de importantes aves estepáricas como la cogujada común, el camachuelo trompetero o la ortega. Hay una gran presencia de jabalíes y también pueden encontrarse ginetas, tejones y comadrejas, entre otras especies. En los últimos años están apareciendo ciervos que comienzan a colonizar el macizo. Provienen de otros sistemas montañosos como Sierra Nevada y Filabres.

## Rodajes de cine
Debido a sus paisajes, la sierra ha sido escenario para el rodaje de diversas películas y series. Destacando los producidos al pie de la montaña en el paraje El Chorrillo:
- La muerte tenía un precio.
- Exodus.[19]
- Warrior.[20]
- Penny Dreadful: tercera temporada[21]
- Juego de Tronos: sexta temporada[22]